# Aphorme horrida
Aphorme horrida är en svampdjursart som beskrevs av Schulze 1899. Aphorme horrida ingår i släktet Aphorme och familjen Rossellidae. Inga underarter finns listade i Catalogue of Life.